# Elymnias paraleuca
Elymnias paraleuca är en fjärilsart som beskrevs av Hans Fruhstorfer 1907. Elymnias paraleuca ingår i släktet Elymnias och familjen praktfjärilar. Inga underarter finns listade i Catalogue of Life.